# Blepharocerus
Blepharocerus is een geslacht van vlinders van de familie snuitmotten (Pyralidae), uit de onderfamilie Chrysauginae.

## Soorten
- B. chilensis Zeller
- B. ignitalis Hampson, 1906
- B. rosellus Blanchard, 1852
- B. rubescens Kaye, 1924